# Aracnoide

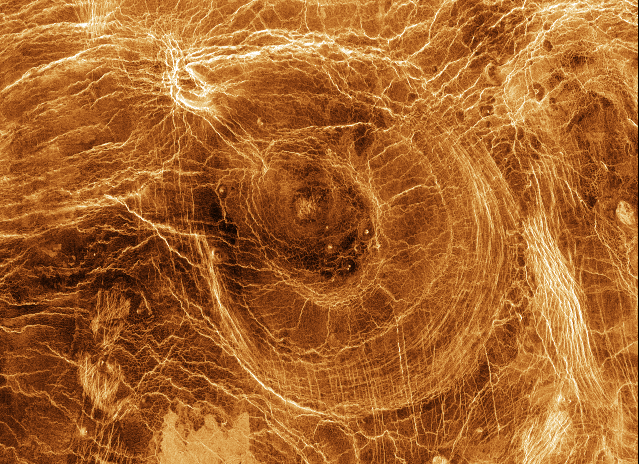
Aracnoide venusiano

En astrogeología, un aracnoide es una gran estructura de origen desconocido, y solo han sido encontrados en la superficie del planeta Venus. Los aracnoides se denominan así por su semejanza a una tela de araña. Aparecen como óvalos  concéntricos rodeados por una red compleja de fracturas, y pueden extenderse unos 200 kilómetros. Se han identificado hasta ahora treinta aracnoides en Venus. Los aracnoides puede ser una rareza relacionada con el vulcanismo, pero posiblemente también los haya formados por distintos procesos.